# Qualcomm
Qualcomm [kwɑːkəm, kwɔːkəm] je americká společnost založená roku 1985 studenty z Cornellovy univerzity, University of California a MIT. Se sídlem v San Diegu má společnost celosvětovou působnost. Zaměřuje se na bezdrátová telekomunikační zařízení a služby založené na jí vyvinuté CDMA a jiných technologiích; měla významný podíl na vývoji 3G/UMTS. Po odkoupení části společnosti AMD též produkuje grafické čipy Adreno užívané ve svých čipsetech pro mobilní zařízení.

## Historie a současnost
V průběhu 90. let pracovala na družicovém systému Globalstar. V listopadu 2014 řekl CEO společnosti, Steve Mollenkopf, že Qualcomm se plánuje zaměřit na trh datových center s novými serverovými čipy založenými na architektuře ARM a plánuje je uvést na trh do konce roku 2015.
Má 224 dcer po celém světě; mateřská společnost Qualcomm Incorporated se dělí na Qualcomm Technology Licencing Division a Qualcomm Technologies Incorporated, která má pod sebou Qualcomm CDMA Technologies, a Qualcomm Integrated Services, která je součástí skupiny Qualcom Wireless and Internet group. Hodnota společnosti v minulosti různě kolísala mezi desítkami milionů až po 2,5 mld amerických dolarů (údaj z října 2014).
Koncem září 2023 se šéf Cristiano Amon vyjádřil, že opravdovou inovací, která by zahýbala celým mobilním trhem, by mohlo být nasazení umělé inteligence (AI), „mající potenciál vdechnou smartphonům nový život“; reagoval tak na klesající poptávku po chytrých telefonech. Praktické ukázky aplikace umělé inteligence mají být uvedeny na říjnovém na akci Snapdragon Summit.

## Produkty
Mezi její výrobky patří:
- polovodiče a mikročipy, zejména na architektuře ARM s obvody CDMA/WCDMA a UMTS a integrovanými obvody určené pro mobilní zařízení
  - Qualcomm Snapdragon
- trackovací zařízení založené na obousměrné družicové komunikaci. V dubnu 2012 bylo Qualcommem dodáno zhruba 1,5 milionu jednotek do 39 zemí na 4 kontinentech
- satelitní telefony – založené na Qualcommem vyvíjeném systému Globalstar
- MediaFLO
- QChat, technologie Push-to-Talk, provozovaná též jako služba
- Qualcomm Gobi
- displeje Mirasol
- HALO, standard pro bezdrátové nabíjení

Mezi software pak patří:
- operační systém BREW
- kodeky pro generování řeči
- kodeky FEC
- Eudora později Eudora OSE, e-mailový klient, vyvíjený v rámci projektu Penelope, včetně emailových serverů
- Qpopper
- QPST (Qualcomm Product Support Tool), diagnostický software

Mobilní SoC (system-on-chip) Snapdragon se dělí následovně:
- Série Snapdragon 200 – 200, 208, 210, 212
- Série Snapdragon 400 – 400, 410, 412, 415, 425, 427, 429, 430, 435, 439, 450, 460
- Série Snapdragon 600 – 600.602A, 610, 615, 616, 617, 625, 626, 630, 632, 636, 650, 652, 653, 660, 662, 670, 675
- Série Snapdragon 700 – 710, 712, 720G, 730, 730G, 765, 765G, 768G
- Série Snapdragon 800 – 800, 801, 805, 808, 810, 820, 821, 823, 835, 845, 855, 855+, 865